# Hubert Sauper
Hubert Sauper (27 de Julho de 1966, Kitzbühel, Tyrol) é um cineasta austríaco, mais conhecido pelo seu documentário de 2004 O Pesadelo de Darwin, que foi nomeado/indicado para o Óscar de Melhor Documentário em 2006.

## Biografia
Hubert Sauper nasceu numa pequena aldeia tirolesa nos Alpes austríacos. Viveu na Grã-Bretanha, Itália, Estados Unidos da América e dez anos em França. Estudou direção de cinema em Viena e em Paris e dá aulas na Europa e nos Estados Unidos. Os últimos dois documentários que realizou receberam doze prémios internacionais.

## Filmografia
- BLASI (1990, curta-metragem, Áustria, 15 min, 16 mm)
- On the Road With Emil (1993, documentário, 30 min, 16 mm)
- So I Sleepwalk In Broad Daylight (1994, ficção, 55 min, 16 mm)
- Lomographer's Moscow (1995, documentário, Rússia, 30 min)
- Loin du Rwanda (1998, documentário, França/Áustria, 45 min, 35 mm)
- Seule avec nos histoires (2000, documentário, França, 60 min)
- O Pesadelo de Darwin (2004, documentário, longa-metragem, França/Bélgica/Áustria, 107 min, 35 mm)
- Lake Victoria (2005, documentário) [1]
- We Come As Friends (2015, documentário, França/Áustria, 90 min)